# 尤戈斯拉夫·瓦索维奇
尤戈斯拉夫·瓦索维奇（羅馬化：Jugoslav Vasović，1974年5月31日—），塞尔维亚男子水球运动员。他曾代表南联盟国家队参加2000年夏季奥林匹克运动会水球比赛，获得一枚铜牌。